# Vierschansentoernooi 2023
Het Vierschansentoernooi 2023 was de 71e editie van het schansspringtoernooi dat traditioneel rond de jaarwisseling wordt georganiseerd. Het toernooi ging van start op 28 december 2022 met de kwalificatie in Oberstdorf en eindigde op 6 januari 2023 met de afsluitende wedstrijd in Bischofshofen. De schansspringer die over de vier wedstrijden de meeste punten verzamelde, is de winnaar van het Vierschansentoernooi. Alle wedstrijden telden ook mee voor de individuele wereldbeker.
Het toernooi werd gewonnen door de Noor Halvor Egner Granerud, die enkel de derde wedstrijd in Innsbruck niet wist te winnen.

## Programma
| Datum      | Tijd  | Plaats                 | Schans                              | Schansrecord | Detail       |
| ---------- | ----- | ---------------------- | ----------------------------------- | ------------ | ------------ |
| 28/12/2022 | 16:30 | Oberstdorf             | Schattenbergschanze (HS 137)        | 143,5 m      | Kwalificatie |
| 29/12/2022 | 16:30 | Oberstdorf             | Schattenbergschanze (HS 137)        | 143,5 m      | Wedstrijd    |
| 31/12/2022 | 14:00 | Garmisch-Partenkirchen | Große Olympiaschanze (HS 140)       | 144,0 m      | Kwalificatie |
| 01/01/2023 | 14:00 | Garmisch-Partenkirchen | Große Olympiaschanze (HS 140)       | 144,0 m      | Wedstrijd    |
| 03/01/2023 | 13:30 | Innsbruck              | Bergisel-Schanze (HS 130)           | 138 m        | Kwalificatie |
| 04/01/2023 | 13:30 | Innsbruck              | Bergisel-Schanze (HS 130)           | 138 m        | Wedstrijd    |
| 05/01/2023 | 16:30 | Bischofshofen          | Paul-Ausserleitner-Schanze (HS 140) | 145 m        | Kwalificatie |
| 06/01/2023 | 16:30 | Bischofshofen          | Paul-Ausserleitner-Schanze (HS 140) | 145 m        | Wedstrijd    |

## Resultaten

### Oberstdorf
| Uitslag | Uitslag               | Uitslag | Uitslag           | Uitslag | Uitslag |
| #       | Naam                  | Land    | Sprongen          | Punten  |         |
| ------- | --------------------- | ------- | ----------------- | ------- | ------- |
| 1       | Halvor Egner Granerud | NOR     | 142,5 m – 139,0 m | 312,4   |         |
| 2       | Piotr Żyła            | POL     | 132,5 m – 137,0 m | 299,0   |         |
| 3       | Dawid Kubacki         | POL     | 140,5 m – 136,0 m | 294,9   |         |
| 4       | Karl Geiger           | GER     | 136,5 m – 134,0 m | 293,6   |         |
| 5       | Stefan Kraft          | AUT     | 133,5 m – 138,0 m | 292,0   |         |
| 6       | Andreas Wellinger     | GER     | 135,0 m – 132,0 m | 285,2   |         |
| 7       | Lovro Kos             | SLO     | 125,5 m – 133,5 m | 280,7   |         |
| 8       | Daniel Tschofenig     | AUT     | 122,5 m – 132,5 m | 278,4   |         |
| 9       | Kamil Stoch           | POL     | 133,0 m – 130,0 m | 267,4   |         |
| 10      | Anže Lanišek          | SLO     | 119,5 m – 129,0 m | 267,4   |         |

| Klassement | Klassement            | Klassement | Klassement |
| #          | Naam                  | Land       | Punten     |
| ---------- | --------------------- | ---------- | ---------- |
| 1          | Halvor Egner Granerud | NOR        | 312,4      |
| 2          | Piotr Żyła            | POL        | 299,0      |
| 3          | Dawid Kubacki         | POL        | 294,9      |
| 4          | Karl Geiger           | GER        | 293,6      |
| 5          | Stefan Kraft          | AUT        | 292,0      |
| 6          | Andreas Wellinger     | GER        | 285,2      |
| 7          | Lovro Kos             | SLO        | 280,7      |
| 8          | Daniel Tschofenig     | AUT        | 278,4      |
| 9          | Kamil Stoch           | POL        | 267,4      |
| 10         | Anže Lanišek          | SLO        | 267,4      |

### Garmisch-Partenkirchen
| Uitslag | Uitslag               | Uitslag | Uitslag           | Uitslag | Uitslag |
| #       | Naam                  | Land    | Sprongen          | Punten  |         |
| ------- | --------------------- | ------- | ----------------- | ------- | ------- |
| 1       | Halvor Egner Granerud | NOR     | 140,0 m – 142,0 m | 303,7   |         |
| 2       | Anže Lanišek          | SLO     | 140,5 m – 137,0 m | 297,3   |         |
| 3       | Dawid Kubacki         | POL     | 136,0 m – 138,5 m | 294,4   |         |
| 4       | Manuel Fettner        | AUT     | 136,0 m – 138,0 m | 279,6   |         |
| 5       | Jan Hörl              | AUT     | 136,0 m – 138,5 m | 278,9   |         |
| 6       | Piotr Żyła            | POL     | 135,5 m – 134,5 m | 277,0   |         |
| 7       | Daniel Tschofenig     | AUT     | 131,0 m – 136,0 m | 275,4   |         |
| 8       | Andreas Wellinger     | GER     | 137,0 m – 133,0 m | 273,1   |         |
| 9       | Kamil Stoch           | POL     | 135,0 m – 134,5 m | 272,7   |         |
| 10      | Michael Hayböck       | AUT     | 128,5 m – 140,0 m | 269,8   |         |

| Klassement | Klassement            | Klassement | Klassement |
| #          | Naam                  | Land       | Punten     |
| ---------- | --------------------- | ---------- | ---------- |
| 1          | Halvor Egner Granerud | NOR        | 616,1      |
| 2          | Dawid Kubacki         | POL        | 589,3      |
| 3          | Piotr Żyła            | POL        | 576,0      |
| 4          | Anže Lanišek          | SLO        | 564,7      |
| 5          | Karl Geiger           | GER        | 558,5      |
| 6          | Andreas Wellinger     | GER        | 558,3      |
| 7          | Daniel Tschofenig     | AUT        | 554,2      |
| 8          | Kamil Stoch           | POL        | 548,8      |
| 9          | Lovro Kos             | SLO        | 541,7      |
| 10         | Stefan Kraft          | AUT        | 541,5      |

### Innsbruck
| Uitslag | Uitslag               | Uitslag | Uitslag           | Uitslag | Uitslag |
| #       | Naam                  | Land    | Sprongen          | Punten  |         |
| ------- | --------------------- | ------- | ----------------- | ------- | ------- |
| 1       | Dawid Kubacki         | POL     | 127,0 m – 121,5 m | 265,2   |         |
| 2       | Halvor Egner Granerud | NOR     | 123,0 m – 133,0 m | 261,7   |         |
| 3       | Anže Lanišek          | SLO     | 127,0 m – 121,5 m | 258,8   |         |
| 4       | Stefan Kraft          | AUT     | 129,5 m – 125,0 m | 255,0   |         |
| 5       | Kamil Stoch           | POL     | 127,0 m – 121,0 m | 249,2   |         |
| 6       | Marius Lindvik        | NOR     | 128,0 m – 121,0 m | 246,2   |         |
| 7       | Michael Hayböck       | AUT     | 128,0 m – 122,0 m | 239,1   |         |
| 8       | Daniel Tschofenig     | AUT     | 117,0 m – 120,5 m | 234,3   |         |
| 9       | Jan Hörl              | AUT     | 122,5 m – 119,0 m | 233,7   |         |
| 10      | Piotr Żyła            | POL     | 120,5 m – 119,0 m | 231,5   |         |

| Klassement | Klassement            | Klassement | Klassement |
| #          | Naam                  | Land       | Punten     |
| ---------- | --------------------- | ---------- | ---------- |
| 1          | Halvor Egner Granerud | NOR        | 877,8      |
| 2          | Dawid Kubacki         | POL        | 854,5      |
| 3          | Anže Lanišek          | SLO        | 823,5      |
| 4          | Piotr Żyła            | POL        | 807,5      |
| 5          | Kamil Stoch           | POL        | 798,0      |
| 6          | Stefan Kraft          | AUT        | 796,5      |
| 7          | Daniel Tschofenig     | AUT        | 788,5      |
| 8          | Andreas Wellinger     | GER        | 776,4      |
| 9          | Michael Hayböck       | AUT        | 771,0      |
| 10         | Lovro Kos             | SLO        | 769,6      |

### Bischofshofen
| Uitslag | Uitslag               | Uitslag | Uitslag           | Uitslag | Uitslag |
| #       | Naam                  | Land    | Sprongen          | Punten  |         |
| ------- | --------------------- | ------- | ----------------- | ------- | ------- |
| 1       | Halvor Egner Granerud | NOR     | 139,5 m – 143,5 m | 313,4   |         |
| 2       | Anže Lanišek          | SLO     | 140,5 m – 139,0 m | 305,5   |         |
| 3       | Dawid Kubacki         | POL     | 135,5 m – 140,0 m | 303,7   |         |
| 4       | Michael Hayböck       | AUT     | 138,5 m – 137,0 m | 297,6   |         |
| 5       | Jan Hörl              | AUT     | 135,5 m – 140,5 m | 292,1   |         |
| 6       | Kamil Stoch           | POL     | 138,0 m – 134,5 m | 289,9   |         |
| 7       | Peter Prevc           | SLO     | 134,5 m – 139,5 m | 288,6   |         |
| 8       | Manuel Fettner        | AUT     | 134,5 m – 139,0 m | 285,6   |         |
| 9       | Timi Zajc             | SLO     | 135,5 m – 137,0 m | 285,3   |         |
| 10      | Clemens Aigner        | AUT     | 136,5 m – 139,5 m | 282,5   |         |

| Klassement | Klassement            | Klassement | Klassement |
| #          | Naam                  | Land       | Punten     |
| ---------- | --------------------- | ---------- | ---------- |
| 1          | Halvor Egner Granerud | NOR        | 1191,2     |
| 2          | Dawid Kubacki         | POL        | 1158,2     |
| 3          | Anže Lanišek          | SLO        | 1129,0     |
| 4          | Piotr Żyła            | POL        | 1090,0     |
| 5          | Kamil Stoch           | POL        | 1087,9     |
| 6          | Stefan Kraft          | AUT        | 1077,5     |
| 7          | Michael Hayböck       | AUT        | 1068,6     |
| 8          | Daniel Tschofenig     | AUT        | 1061,1     |
| 9          | Jan Hörl              | AUT        | 1056,3     |
| 10         | Manuel Fettner        | AUT        | 1050,9     |